# Sulinermik Inuussutissarsiuteqartut Kattuffiat
Sulinermik Inuussutissarsiuteqartut Kattuffiat (SIK) (früher dänisch Grønlands Arbejder Sammenslutning (GAS)) ist der größte grönländische Gewerkschaftsverband.

## Geschichte
SIK wurde am 2. Juli 1956 in Nuuk unter dem Namen Kalaallit Nunaanni Sulisartut Kattuffiat („Verband der Arbeiter in Grönland“) als Zusammenschluss von 13 lokalen Arbeiterverbänden gegründet. Bereits zuvor war die Gewerkschaftsarbeit vom dänischen Gewerkschafter und Politiker Carl Peter Jensen unterstützt worden. In den ersten Jahrzehnten war der Verband unter dem dänischen Namen Grønlands Arbejder Sammenslutning (GAS) („Grönlands Arbeiter Zusammenschluss“) aktiv. GAS konnte kollektive Tarifverträge durchsetzen, bei denen unter anderem Männer und Frauen gleiche Löhne erhielten, was in Europa damals nicht der Fall war. Der Verband schuf auch Mittel zur Sozialhilfe, etablierte die Sulisartut Højskoliat als Højskole für Arbeiter, gründete die Rentenkasse SISA. Zudem setzte sie gleiche Löhne für Grönländer und Dänen in Grönland durch.
Bei den Landesratswahlen 1971 und 1975 war der Gewerkschaftsverband eine der Vereinigungen, die in der Zeit, bevor es Parteien gab, mit einer Liste antrat. Bei der letzten Wahl konnte Ôdâĸ Olsen einen Sitz im Landesrat erlangen. 1978 wurde der Name des Verbands in das grönländische Sulinermik Inuussutissarsiuteqartut Kattuffiat (etwa „Verband derer, die sich mit (Lohn-)Arbeit ihren Unterhalt verdienen“) geändert. Vor der Einführung der Hjemmestyre im Jahr 1979 wurden mehrere Parteien gegründet. Die sozialdemokratische Siumut bot dem Gewerkschaftsverband eine Zusammenarbeit an, aber der lehnte eine Zusammenarbeit mit einer bestimmten Partei ab. Stattdessen gründete er im Februar 1979 mit der Sulisartut Partiiat („Partei der Arbeiter“) seine eigene Partei. Diese konnte bei der Parlamentswahl 1979 nicht genügend Stimmen erzielen und wurde daraufhin 1982 wieder aufgelöst.
SIK hatte im Jahr 2002 rund 9000 Mitglieder, was etwa einem Viertel der Bevölkerung im arbeitsfähigen Alter entsprach. Sie sind in rund 20 bis 25 Lokalabteilungen (SIP) in den Städten und einigen Dörfern organisiert. Der Verband übt somit eine größere gesellschaftliche und politische Rolle innerhalb Grönlands aus, indem er seine Mitglieder in Lohnverhandlungen mit der Regierung und Privatunternehmen vertritt.

## Vorsitzende
Folgende Personen waren seit 1956 Vorsitzende des Gewerkschaftsverbands:
- 1956–1961: Lars Svendsen
- 1961–1963: Kaj Johnsen
- 1963–1972: Ôdâĸ Olsen
- 1972–1975: Ulf Olsen
- 1975–1980: Ôdâĸ Olsen (1978 für einen Tag durch Abraham Mikaelsen ersetzt)
- 1980–1987: Jens Lyberth
- 1987: Finn Heilmann
- 1987–1988: Jonas Fleischer und Jens Johansen
- 1988–1989: Ole Magnussen
- 1989–1990: Kristian Poulsen
- seit 1990: Jess G. Berthelsen